# 中国农业科学院哈尔滨兽医研究所
中国农业科学院哈尔滨兽医研究所，简称哈兽研，是一家位于中华人民共和国黑龙江省哈尔滨市的科研、教育机构。主办有《中国预防兽医学报》月刊。
研究所占地面积2400余亩, 建筑面积约25万平方米, 拥有中国唯一的大动物生物安全四级设施“国家动物疫病防控高级别生物安全实验室”。
中国工程院院士沈荣显、中国科学院院士陈化兰等科学家曾在这里工作。

## 历史沿革
1946年, 原延安光华农场场长陈凌风来到东北解放区，经过一年多的筹建, 于1948年6月1日在哈尔滨伪满家畜防疫所的废址上成立东北行政委员会农林处家畜防治所，是中国共产党政权的第一家兽医研究所。1949年，更名为东北人民政府农业部兽医研究所。1955年，研究所改隶中华人民共和国农业部，称哈尔滨兽医研究所。
1953年，研究所的制药部门分离，另在大成街26号成立农业部哈尔滨兽医生物药品制造厂。而研究部门则迁至东大院新的研究大楼内，1957年划归新成立的中国农业科学院，定名中国农业科学院兽医研究所。1965年，改称中国农业科学院哈尔滨兽医研究所。

## 机构设置
职能及管理部门
- 所办公室
- 党委办公室
- 人事处
- 财务处
- 科研管理与国际合作处
- 成果转化处
- 研究生培养处
- 后勤服务中心

研究平台
- 兽医生物技术国家重点实验室
- 国家动物疫病防控高级别生物安全实验室
- 国家禽流感参考实验室
- 国家牛传染性胸膜肺炎参考实验室
- 农业部兽用药物与诊断技术学科群
- 农业部实验动物质量监督检验测试中心
- FAO动物流感参考中心
- OIE禽流感参考实验室
- OIE马传染性贫血参考实验室
- OIE传染性法氏囊病参考实验室
- OIE亚太区人兽共患病协作中心
- 国家马鼻疽参考实验室
- 国家马传染性贫血参考实验室

科研支撑与技术服务中心
- 兽药评价中心
- 动物卫生检测中心
- 试验动物基地
- 动物实验部
- 中心仪器室
- 病理实验室
- 电镜实验室
- 质检中心
- 国家禽类实验动物种子中心

教学机构
- 中国农业科学院研究生院兽医学院

产业化平台
- 哈尔滨维科生物技术开发公司
- 哈尔滨国生生物科技股份有限公司

## 历任所长
| 姓名   | 任期           | 备注       |
| ------ | -------------- | ---------- |
| 陈凌风 | 1948年－1958年 |            |
| 王发武 | 1958年－1960年 | 兼         |
| 王晓   | 1960年－1966年 |            |
| 郑洪山 | 1968年－1970年 | 革委会主任 |
| 晏成山 | 1971年－1975年 | 革委会主任 |
| 宋立民 | 1975年－1977年 | 革委会主任 |
| 江东之 | 1978年－1981年 |            |
| 袁庆志 | 1981年－1983年 |            |
| 马思奇 | 1983年－1992年 |            |
| 徐宜为 | 1992年－1997年 |            |
| 于康震 | 1997年－2001年 |            |
| 孔宪刚 | 2001年－2015年 |            |
| 步志高 | 2015年－       |            |

## 官方网站
- 官方网站（页面存档备份，存于）